# ديك ديتز
ديك ديتز (بالإنجليزية: Dick Dietz)‏ هو لاعب كرة قاعدة أمريكي، ولد في 18 سبتمبر 1941 في كروفوردسفيل في الولايات المتحدة، وتوفي في 28 يونيو 2005 في كلايتون في الولايات المتحدة بسبب نوبة قلبية.

## وصلات خارجية
- ديك ديتز على موقعبيزبول رفرنس.كوم (الدوري الرئيسي) (الإنجليزية)
- ديك ديتز على موقعبيزبول رفرنس.كوم (الدوري الثانوي) (الإنجليزية)